# Sybille Haußmann

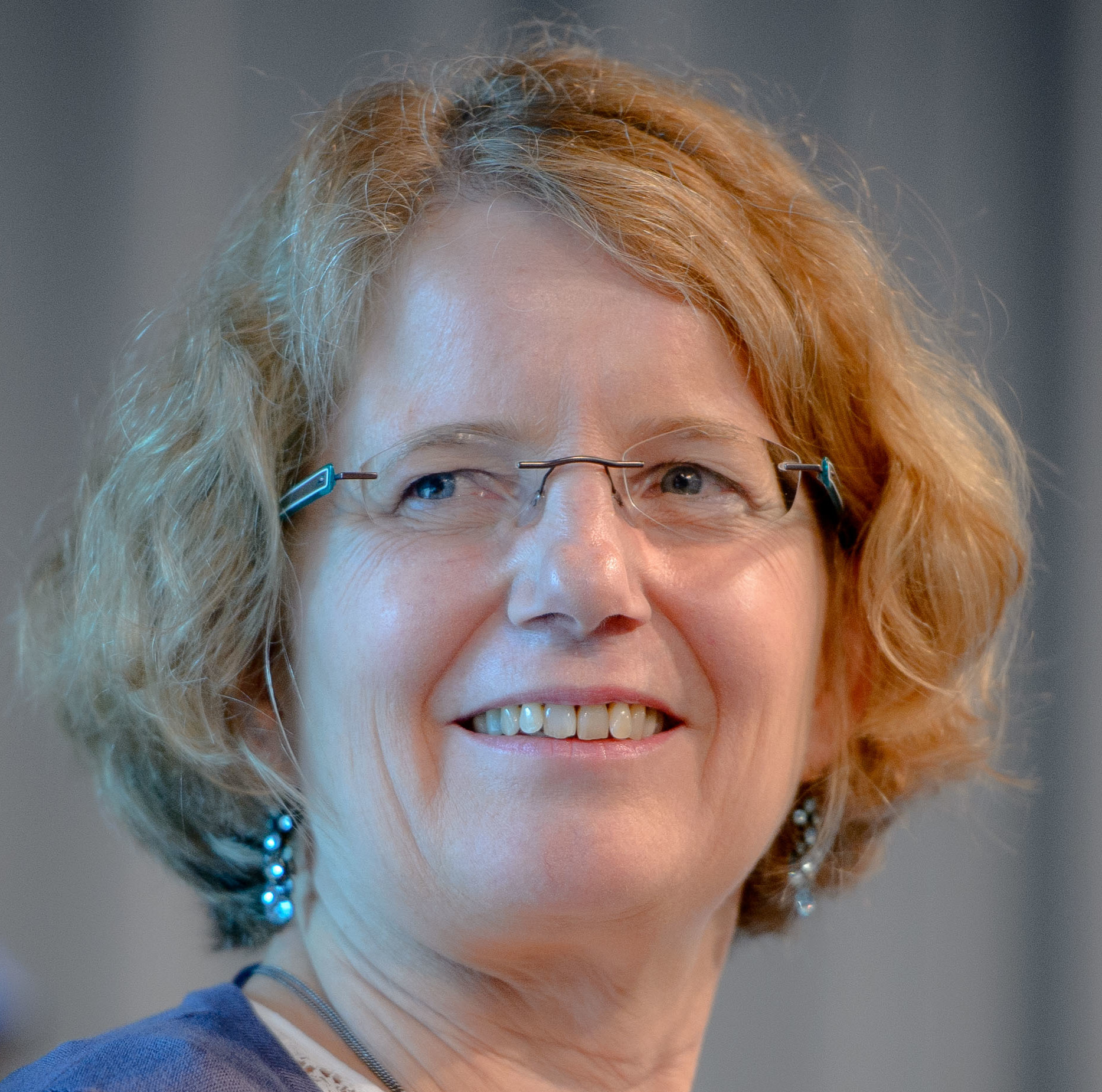
Sybille Haußmann, 2016

Sybille Haußmann (* 29. Oktober 1960 in Hildesheim) ist eine deutsche Politikerin (Bündnis 90/Die Grünen).

## Ausbildung und Beruf
Sybille Haußmann legte 1980 ihr Abitur ab. Von 1981 bis 1984 absolvierte sie ein Studium der Sozialarbeit an der Fachhochschule Köln, das sie als Diplom-Sozialarbeiterin abschloss. Von 1985 bis 1986 leistete sie ein Anerkennungsjahr im Jugendamt des Erftkreises. Von 1986 bis 1990 übte sie eine Beratungs- und Verwaltungstätigkeit im Rechtsanwaltsbüro Hartmann, Brammertz, Reuffurth aus. Von 1992 bis 1996 fungierte sie als Flüchtlingsbeauftragte der evangelischen Kirchengemeinden der Region Jülich. Gleichstellungsbeauftragte der Kreisverwaltung Düren war sie von 1996 bis 2000. Sybille Haußmann war vom 25. Oktober 2000 bis 2. Juni 2005 Mitglied des 13. Landtags von Nordrhein-Westfalen, wo sie die Funktion der migrations- und rechtspolitischen Sprecherin für ihre Fraktion ausübte. Danach kehrte sie zurück in die Kreisverwaltung Düren, diesmal in der Funktion der Migrationsbeauftragten.  Seit 2010 war sie dort Leiterin der Stabsstelle für Migrationsangelegenheiten. Aktuell ist Frau Haußmann Leiterin des Dezernat III der Kreisverwaltung. Hierzu gehören die Ämter für Schule und Bildung, Integration und Ausländerangelegenheit sowie job-com.

## Familie
Haußmann lebt in Düren, ist mit Oliver Krischer verheiratet und hat zwei Söhne.

## Politik
Sybille Haußmann ist seit 1996 Mitglied von Bündnis 90/Die Grünen. Sie hatte in den vergangenen Jahren verschiedene Funktionen im Kreisverband und auch auf Landesebene, unter anderem war sie Delegierte für den Landesparteitag und den Länderrat. Seit 2005 ist sie Sprecherin der Landesarbeitsgemeinschaft EinwanderInnen NRW und Delegierte für die Bundesarbeitsgemeinschaft Migration und Flucht. Mitglied der Gewerkschaft ver.di ist sie seit 1996.

## Ehrenamt
Sybille Haußmann ist seit 2005 Mitglied im Presbyterium der Evangelischen Gemeinde zu Düren. Seit 2006 Mitglied im Vorstand des Heinrich-Böll-Haus-Langenbroich e. V.